# Limos
Limos (inaczej Limus, stgr. Λιμός) – w mitologii greckiej bóg głodu i śmierci głodowej. Hezjod w Teogonii wymienia jego (lub ją) na liście potomstwa Eris. Bogini niezgody zrodziła go/ją z samej siebie. Według Homera Limos jest dzieckiem Zeusa.